# Steven Shavell
Steven Mark Shavell (* 1946 in Washington, D.C.) ist ein US-amerikanischer Wirtschafts- und Rechtswissenschaftler.

## Werdegang, Forschung und Lehre
Shavell besuchte zunächst die University of Michigan, an der er 1968 den akademischen Grad eines Artium Baccalaureus in Mathematik und Wirtschaftswissenschaften erwarb. Anschließend wechselte er ans Bostoner Massachusetts Institute of Technology. Dort graduierte er 1973 als Ph.D. in Wirtschaftswissenschaften. 1977 bis 1978 besuchte er die Harvard Law School, die er als Liberal Arts Fellow verließ.
Ab 1974 war Shavell an der Harvard University tätig. Zunächst arbeitete er bis 1979 als Assistant Professor in Wirtschaftswissenschaften, anschließende als Associate Professor. Ab 1980 war er Assistant Professor für Recht und Wirtschaftswissenschaften, ehe er 1982 zum ordentlichen Professor berufen wurde. 1985 übernahm er das Direktorenamt für das Law and Economics Program, das er zehn Jahre ausübte. 1995 wurde er zum Direktor des John M. Olin Center for Law, Economics, and Business ernannt. 2000 berief ihn die Hochschule auf den Samuel-R.-Rosenthal-Lehrstuhl für Recht und Wirtschaftswissenschaften. 2002 wurde er in die American Academy of Arts and Sciences gewählt.
Shavells Arbeitsschwerpunkt liegt im Wirtschaftsrecht, wobei er ökonomische Ansätze und Verfahren in seinen Arbeiten und Vorlesungen berücksichtigt. Insbesondere die Analyse ökonomischer Auswirkungen des Rechts und der Rechtsprechung steht im Mittelpunkt seiner Publikationen. Dabei deckt er verschiedene Industrien sowie verschiedene Aspekte des Rechts ab.

## Werke
Die folgende Auflistung gibt von Shavell veröffentlichte Bücher wieder, zudem hat er zahlreiche Zeitschriftenartikel und Arbeitspapiere verfasst.
- Economic Analysis of Accident Law. 1987
- mit Louis Kaplow: Fairness versus Welfare. 2002
- mit Howell Jackson, Louis Kaplow, W. Kip Viscusi und David Cope: Analytical Methods for Lawyers. 2003
- Foundations of Economic Analysis of Law. 2004
- als Herausgeber mit Mitchell Polinsky: Handbook of Law and Economics. 2007